# 104-й отдельный гвардейский миномётный дивизион реактивной артиллерии
105-й отдельный гвардейский миномётный дивизион реактивной артиллерии  — воинская часть Рабоче-крестьянской Красной Армии во время Великой Отечественной войны.

## История
Дивизион формировался в Алабино в декабре 1941 года.
В составе действующей армии с 26 декабря 1941 по 10 апреля 1942 и с 9 июля 1942 по 3 августа 1944 года.
В конце декабря 1941 года прибыл на Волховский фронт, где поддерживает его войска, нанося удары по укреплениями противника за Волховом в ходе Любанской операции.
В марте 1942 года вошёл в состав 36-го гвардейского миномётного полка и дальнейший боевой путь прошёл в его составе. В апреле 1942 года вместе с полком выведен в резерв, в июле 1942 года переброшен севернее Воронежа, в июле-августе 1942 года действует близ Воронежа, отступая. Осенью 1942 года действует в районе Коротояка. В январе-феврале 1943 года принимает участие в Острогожско-Россошанской операции, Воронежско-Касторненской операции, наступлении на Харьков и отступлении от него.
С началом Курской битвы дивизион располагается в районе Обояни и наносит удары по наступающему 48-му танковому корпусу, затем с августа дивизион наступает в ходе Белгородско-Харьковской операции, наносит удары по Томаровке, Борисовке, принимает участие в отражении контрудара противника к югу от Богодухова.
В третьей декаде сентября 1943 года обеспечивает огнём захват, удержание и расширение Букринского плацдарма.
В начале 1944 года поддерживает огнём наступление 3-й гвардейской танковой армии на Бердичев, затем весной 1944 года наступает на Проскуров.
3 августа 1944 года переименован в 1-й миномётный дивизион 36-го гвардейского миномётного полка, таким образом прекратив своё существование как отдельная воинская часть.

## Подчинение
| Дата            | Фронт (округ)            | Армия                          | Дивизия | Корпус | Полк                                                   | Примечания |
| --------------- | ------------------------ | ------------------------------ | ------- | ------ | ------------------------------------------------------ | ---------- |
| 01.12.1941 года | Московский военный округ | -                              | -       | -      | -                                                      | -          |
| 01.01.1942 года | Волховский фронт         | 59-я армия                     | -       | -      | -                                                      | -          |
| 01.02.1942 года | Волховский фронт         | 59-я армия                     | -       | -      | -                                                      | -          |
| 01.03.1942 года | Волховский фронт         | 59-я армия                     | -       | -      | -                                                      | -          |
| 01.04.1942 года | Волховский фронт         | 52-я армия                     | -       | -      | 36-й гвардейский миномётный полк реактивной артиллерии | -          |
| 01.05.1942 года | Московский военный округ | -                              | -       | -      | 36-й гвардейский миномётный полк реактивной артиллерии | -          |
| 01.06.1942 года | Московский военный округ | -                              | -       | -      | 36-й гвардейский миномётный полк реактивной артиллерии | -          |
| 01.07.1942 года | Московский военный округ | -                              | -       | -      | 36-й гвардейский миномётный полк реактивной артиллерии | -          |
| 01.08.1942 года | Воронежский фронт        | 60-я армия                     | -       | -      | 36-й гвардейский миномётный полк реактивной артиллерии | -          |
| 01.09.1942 года | Воронежский фронт        | 60-я армия                     | -       | -      | 36-й гвардейский миномётный полк реактивной артиллерии | -          |
| 01.10.1942 года | Воронежский фронт        | 6-я армия                      | -       | -      | 36-й гвардейский миномётный полк реактивной артиллерии | -          |
| 01.11.1942 года | Воронежский фронт        | 6-я армия                      | -       | -      | 36-й гвардейский миномётный полк реактивной артиллерии | -          |
| 01.12.1942 года | Воронежский фронт        | 40-я армия                     | -       | -      | 36-й гвардейский миномётный полк реактивной артиллерии | -          |
| 01.01.1943 года | Воронежский фронт        | -                              | -       | -      | 36-й гвардейский миномётный полк реактивной артиллерии | -          |
| 01.02.1943 года | Воронежский фронт        | 40-я армия                     | -       | -      | 36-й гвардейский миномётный полк реактивной артиллерии | -          |
| 01.03.1943 года | Воронежский фронт        | -                              | -       | -      | 36-й гвардейский миномётный полк реактивной артиллерии | -          |
| 01.04.1943 года | Воронежский фронт        | -                              | -       | -      | 36-й гвардейский миномётный полк реактивной артиллерии | -          |
| 01.05.1943 года | Воронежский фронт        | -                              | -       | -      | 36-й гвардейский миномётный полк реактивной артиллерии | -          |
| 01.06.1943 года | Воронежский фронт        | -                              | -       | -      | 36-й гвардейский миномётный полк реактивной артиллерии | -          |
| 01.07.1943 года | Воронежский фронт        | -                              | -       | -      | 36-й гвардейский миномётный полк реактивной артиллерии | -          |
| 01.08.1943 года | Воронежский фронт        | 5-я гвардейская армия          | -       | -      | 36-й гвардейский миномётный полк реактивной артиллерии | -          |
| 01.09.1943 года | Воронежский фронт        | 6-я гвардейская армия          | -       | -      | 36-й гвардейский миномётный полк реактивной артиллерии | -          |
| 01.10.1943 года | Воронежский фронт        | -                              | -       | -      | 36-й гвардейский миномётный полк реактивной артиллерии | -          |
| 01.11.1943 года | 1-й Украинский фронт     | -                              | -       | -      | 36-й гвардейский миномётный полк реактивной артиллерии | -          |
| 01.12.1943 года | 1-й Украинский фронт     | -                              | -       | -      | 36-й гвардейский миномётный полк реактивной артиллерии | -          |
| 01.01.1944 года | 1-й Украинский фронт     | 3-я гвардейская танковая армия | -       | -      | 36-й гвардейский миномётный полк реактивной артиллерии | -          |
| 01.02.1944 года | 1-й Украинский фронт     | -                              | -       | -      | 36-й гвардейский миномётный полк реактивной артиллерии | -          |
| 01.03.1944 года | 1-й Украинский фронт     | -                              | -       | -      | 36-й гвардейский миномётный полк реактивной артиллерии | -          |
| 01.04.1944 года | 1-й Украинский фронт     | -                              | -       | -      | 36-й гвардейский миномётный полк реактивной артиллерии | -          |
| 01.05.1944 года | 1-й Украинский фронт     | -                              | -       | -      | 36-й гвардейский миномётный полк реактивной артиллерии | -          |
| 01.06.1944 года | 1-й Украинский фронт     | -                              | -       | -      | 36-й гвардейский миномётный полк реактивной артиллерии | -          |
| 01.07.1944 года | 1-й Украинский фронт     | 3-я гвардейская танковая армия | -       | -      | 36-й гвардейский миномётный полк реактивной артиллерии | -          |

## Командование
- капитан / майор Ерофеев Александр Ефимович (до 3.1943), капитан Боришполец Николай Иванович (с 7.1943, умер от ран 26.03.1944), капитан Разгонов Дмитрий Антонович (с 4.1944).